# Рожджали (Лодзинське воєводство)
Рожджали (пол. Rożdżały) — село в Польщі, у гміні Варта Серадзького повіту Лодзинського воєводства.
Населення — 410 осіб (2011).
У 1975-1998 роках село належало до Серадзького воєводства.

## Демографія
Демографічна структура станом на 31 березня 2011 року:
|          | Загалом | Допрацездатний вік | Працездатний вік | Постпрацездатний вік |
| -------- | ------- | ------------------ | ---------------- | -------------------- |
| Чоловіки | 172     | 20                 | 131              | 21                   |
| Жінки    | 238     | 31                 | 163              | 44                   |
| Разом    | 410     | 51                 | 294              | 65                   |